# كأس آيسلندا 2002
كأس آيسلندا 2002 هو الموسم 43 من كأس آيسلندا. أشرف على تنظيمه اتحاد آيسلندا لكرة القدم، وفاز فيه نادي فيلكير.